# Diconocara petiolata
Diconocara petiolata är en stekelart som beskrevs av Dzhanokmen 1986. Diconocara petiolata ingår i släktet Diconocara och familjen puppglanssteklar. Inga underarter finns listade i Catalogue of Life.